# Liste des sénateurs des États-Unis pour le New Jersey
Depuis l'indépendance des États-Unis, l'État du New Jersey élit deux sénateurs, membres du Sénat fédéral.

## Liste
| Sénateur de classe 1 | Sénateur de classe 1                       | Sénateur de classe 1 | Congrès                                   | Sénateur de classe 3 | Sénateur de classe 3                    | Sénateur de classe 3 |
| -------------------- | ------------------------------------------ | -------------------- | ----------------------------------------- | -------------------- | --------------------------------------- | -------------------- |
|                      |                                            |                      | 1er (1789-1791)                           |                      |                                         |                      |
|                      |                                            |                      | 2e (1791-1793)                            |                      |                                         |                      |
|                      |                                            |                      | 3e (1793-1795)                            |                      |                                         |                      |
|                      |                                            |                      | 4e (1795-1797)                            |                      |                                         |                      |
|                      |                                            |                      | 5e (1797-1799)                            |                      |                                         |                      |
|                      |                                            |                      | 6e (1799-1801)                            |                      |                                         |                      |
|                      |                                            |                      | 7e (1801-1803)                            |                      |                                         |                      |
|                      |                                            |                      | 8e (1803-1805)                            |                      |                                         |                      |
|                      |                                            |                      | 9e (1805-1807)                            |                      |                                         |                      |
|                      |                                            |                      | 10e (1807-1809)                           |                      |                                         |                      |
|                      |                                            |                      | 11e (1809-1811)                           |                      |                                         |                      |
|                      |                                            |                      | 12e (1811-1813)                           |                      |                                         |                      |
|                      |                                            |                      | 13e (1813-1815)                           |                      |                                         |                      |
|                      |                                            |                      | 14e (1815-1817)                           |                      |                                         |                      |
|                      |                                            |                      | 15e (1817-1819)                           |                      |                                         |                      |
|                      |                                            |                      | 16e (1819-1821)                           |                      |                                         |                      |
|                      |                                            |                      | 17e (1821-1823)                           |                      |                                         |                      |
|                      |                                            |                      | 18e (1823-1825)                           |                      |                                         |                      |
|                      |                                            |                      | 19e (1825-1827)                           |                      |                                         |                      |
|                      |                                            |                      | 20e (1827-1829)                           |                      |                                         |                      |
|                      |                                            |                      | 21e (1829-1831)                           |                      |                                         |                      |
|                      |                                            |                      | 22e (1831-1833)                           |                      |                                         |                      |
|                      |                                            |                      | 23e (1833-1835)                           |                      |                                         |                      |
|                      |                                            |                      | 24e (1835-1837)                           |                      |                                         |                      |
|                      |                                            |                      | 25e (1837-1839)                           |                      |                                         |                      |
|                      |                                            |                      | 26e (1839-1841)                           |                      |                                         |                      |
|                      |                                            |                      | 27e (1841-1843)                           |                      |                                         |                      |
|                      |                                            |                      | 28e (1843-1845)                           |                      |                                         |                      |
|                      |                                            |                      | 29e (1845-1847)                           |                      |                                         |                      |
|                      |                                            |                      | 30e (1847-1849)                           |                      |                                         |                      |
|                      |                                            |                      | 31e (1849-1851)                           |                      |                                         |                      |
|                      |                                            |                      | 32e (1851-1853)                           |                      |                                         |                      |
|                      | John Renshaw Thomson (en) (démocrate)      |                      | 33e (1853-1855)                           |                      | William Wright (en) (démocrate)         |                      |
| 34e (1855-1857)      | John Renshaw Thomson (en) (démocrate)      |                      |                                           |                      | William Wright (en) (démocrate)         |                      |
| 35e (1857-1859)      | John Renshaw Thomson (en) (démocrate)      |                      |                                           |                      | William Wright (en) (démocrate)         |                      |
| 36e (1859-1861)      | John Renshaw Thomson (en) (démocrate)      |                      | John C. Ten Eyck (en) (républicain)       |                      |                                         |                      |
| 37e (1861-1862)      | John Renshaw Thomson (en) (démocrate)      |                      | John C. Ten Eyck (en) (républicain)       |                      |                                         |                      |
|                      | Richard Stockton Field (en) (républicain)  |                      | John C. Ten Eyck (en) (républicain)       | 37e (1862-1863)      |                                         |                      |
|                      | James Walter Wall (en) (démocrate)         |                      | John C. Ten Eyck (en) (républicain)       | 37e (1861-1863)      |                                         |                      |
|                      | William Wright (en) (démocrate)            |                      | John C. Ten Eyck (en) (républicain)       | 38e (1863-1865)      |                                         |                      |
| 39e (1865-1866)      | William Wright (en) (démocrate)            |                      | John P. Stockton (en) (démocrate)         |                      |                                         |                      |
|                      | Frederick T. Frelinghuysen (républicain)   |                      | 39e (1866-1867)                           |                      | Alexander G. Cattell (en) (républicain) |                      |
| 40e (1867-1869)      | Frederick T. Frelinghuysen (républicain)   |                      |                                           |                      | Alexander G. Cattell (en) (républicain) |                      |
|                      | John P. Stockton (en) (démocrate)          |                      | 41e (1869-1871)                           |                      | Alexander G. Cattell (en) (républicain) |                      |
| 42e (1871-1873)      | John P. Stockton (en) (démocrate)          |                      | Frederick T. Frelinghuysen (républicain)  |                      |                                         |                      |
| 43e (1873-1875)      | John P. Stockton (en) (démocrate)          |                      | Frederick T. Frelinghuysen (républicain)  |                      |                                         |                      |
|                      | Theodore F. Randolph (en) (démocrate)      |                      | Frederick T. Frelinghuysen (républicain)  | 44e (1875-1877)      |                                         |                      |
| 45e (1877-1879)      | Theodore F. Randolph (en) (démocrate)      |                      | John R. McPherson (en) (démocrate)        |                      |                                         |                      |
| 46e (1879-1881)      | Theodore F. Randolph (en) (démocrate)      |                      | John R. McPherson (en) (démocrate)        |                      |                                         |                      |
|                      | William Joyce Sewell (en) (républicain)    |                      | John R. McPherson (en) (démocrate)        | 47e (1881-1883)      |                                         |                      |
| 48e (1883-1885)      | William Joyce Sewell (en) (républicain)    |                      | John R. McPherson (en) (démocrate)        |                      |                                         |                      |
| 49e (1885-1887)      | William Joyce Sewell (en) (républicain)    |                      | John R. McPherson (en) (démocrate)        |                      |                                         |                      |
|                      | Rufus Blodgett (en) (démocrate)            |                      | John R. McPherson (en) (démocrate)        | 50e (1887-1889)      |                                         |                      |
| 51e (1889-1891)      | Rufus Blodgett (en) (démocrate)            |                      | John R. McPherson (en) (démocrate)        |                      |                                         |                      |
| 52e (1891-1893)      | Rufus Blodgett (en) (démocrate)            |                      | John R. McPherson (en) (démocrate)        |                      |                                         |                      |
|                      | James Smith Jr. (en) (démocrate)           |                      | John R. McPherson (en) (démocrate)        | 53e (1893-1895)      |                                         |                      |
| 54e (1895-1897)      | James Smith Jr. (en) (démocrate)           |                      | William Joyce Sewell (en) (républicain)   |                      |                                         |                      |
| 55e (1897-1899)      | James Smith Jr. (en) (démocrate)           |                      | William Joyce Sewell (en) (républicain)   |                      |                                         |                      |
|                      | John Kean (en) (républicain)               |                      | William Joyce Sewell (en) (républicain)   | 56e (1899-1901)      |                                         |                      |
| 57e (1901)           | John Kean (en) (républicain)               |                      | William Joyce Sewell (en) (républicain)   |                      |                                         |                      |
| 57e (1902-1903)      | John Kean (en) (républicain)               |                      | John F. Dryden (en) (républicain)         |                      |                                         |                      |
| 58e (1903-1905)      | John Kean (en) (républicain)               |                      | John F. Dryden (en) (républicain)         |                      |                                         |                      |
| 59e (1905-1907)      | John Kean (en) (républicain)               |                      | John F. Dryden (en) (républicain)         |                      |                                         |                      |
| 60e (1907-1909)      | John Kean (en) (républicain)               |                      | Frank O. Briggs (en) (républicain)        |                      |                                         |                      |
| 61e (1909-1911)      | John Kean (en) (républicain)               |                      | Frank O. Briggs (en) (républicain)        |                      |                                         |                      |
|                      | James Edgar Martine (en) (démocrate)       |                      | Frank O. Briggs (en) (républicain)        | 62e (1911-1913)      |                                         |                      |
| 63e (1913-1915)      | James Edgar Martine (en) (démocrate)       |                      | William Hughes (en) (démocrate)           |                      |                                         |                      |
| 64e (1915-1917)      | James Edgar Martine (en) (démocrate)       |                      | William Hughes (en) (démocrate)           |                      |                                         |                      |
|                      | Joseph S. Frelinghuysen (en) (républicain) |                      | William Hughes (en) (démocrate)           | 65e (1917-1918)      |                                         |                      |
| 65e (1918-1919)      | Joseph S. Frelinghuysen (en) (républicain) |                      | David Baird (en) (républicain)            |                      |                                         |                      |
| 66e (1919-1921)      | Joseph S. Frelinghuysen (en) (républicain) |                      | Walter Evans Edge (républicain)           |                      |                                         |                      |
| 67e (1921-1923)      | Joseph S. Frelinghuysen (en) (républicain) |                      | Walter Evans Edge (républicain)           |                      |                                         |                      |
|                      | Edward I. Edwards (en) (démocrate)         |                      | Walter Evans Edge (républicain)           | 68e (1923-1925)      |                                         |                      |
| 69e (1925-1927)      | Edward I. Edwards (en) (démocrate)         |                      | Walter Evans Edge (républicain)           |                      |                                         |                      |
| 70e (1927-1929)      | Edward I. Edwards (en) (démocrate)         |                      | Walter Evans Edge (républicain)           |                      |                                         |                      |
|                      | Hamilton Fish Kean (en) (républicain)      |                      | Walter Evans Edge (républicain)           | 71e (1929)           |                                         |                      |
| 71e (1929-1930)      | Hamilton Fish Kean (en) (républicain)      |                      | David Baird Jr. (en) (républicain)        |                      |                                         |                      |
| 71e (1930-1931)      | Hamilton Fish Kean (en) (républicain)      |                      | Dwight Morrow (en) (républicain)          |                      |                                         |                      |
| 72e (1931)           | Hamilton Fish Kean (en) (républicain)      |                      | Dwight Morrow (en) (républicain)          |                      |                                         |                      |
| 72e (1931-1933)      | Hamilton Fish Kean (en) (républicain)      |                      | William Warren Barbour (en) (républicain) |                      |                                         |                      |
| 73e (1933-1935)      | Hamilton Fish Kean (en) (républicain)      |                      | William Warren Barbour (en) (républicain) |                      |                                         |                      |
|                      | A. Harry Moore (en) (démocrate)            |                      | William Warren Barbour (en) (républicain) | 74e (1935-1937)      |                                         |                      |
| 75e (1937-1938)      | A. Harry Moore (en) (démocrate)            |                      | William H. Smathers (en) (démocrate)      |                      |                                         |                      |
|                      | John Gerald Milton (en) (démocrate)        |                      | William H. Smathers (en) (démocrate)      | 75e (1938)           |                                         |                      |
|                      | William Warren Barbour (en) (républicain)  |                      | William H. Smathers (en) (démocrate)      | 75e (1938-1939)      |                                         |                      |
| 76e (1939-1941)      | William Warren Barbour (en) (républicain)  |                      | William H. Smathers (en) (démocrate)      |                      |                                         |                      |
| 77e (1941-1943)      | William Warren Barbour (en) (républicain)  |                      | William H. Smathers (en) (démocrate)      |                      |                                         |                      |
| 78e (1943)           | William Warren Barbour (en) (républicain)  |                      | Albert W. Hawkes (républicain)            |                      |                                         |                      |
|                      | Arthur Walsh (en) (démocrate)              |                      | Albert W. Hawkes (républicain)            | 78e (1943-1944)      |                                         |                      |
|                      | Howard Alexander Smith (en) (républicain)  |                      | Albert W. Hawkes (républicain)            | 78e (1944-1945)      |                                         |                      |
| 79e (1945-1947)      | Howard Alexander Smith (en) (républicain)  |                      | Albert W. Hawkes (républicain)            |                      |                                         |                      |
| 80e (1947-1949)      | Howard Alexander Smith (en) (républicain)  |                      | Albert W. Hawkes (républicain)            |                      |                                         |                      |
| 81e (1949-1951)      | Howard Alexander Smith (en) (républicain)  |                      | Robert C. Hendrickson (en) (républicain)  |                      |                                         |                      |
| 82e (1951-1953)      | Howard Alexander Smith (en) (républicain)  |                      | Robert C. Hendrickson (en) (républicain)  |                      |                                         |                      |
| 83e (1953-1955)      | Howard Alexander Smith (en) (républicain)  |                      | Robert C. Hendrickson (en) (républicain)  |                      |                                         |                      |
| 84e (1955-1957)      | Howard Alexander Smith (en) (républicain)  |                      | Clifford P. Case (en) (républicain)       |                      |                                         |                      |
| 85e (1957-1959)      | Howard Alexander Smith (en) (républicain)  |                      | Clifford P. Case (en) (républicain)       |                      |                                         |                      |
|                      | Harrison A. Williams (en) (démocrate)      |                      | Clifford P. Case (en) (républicain)       | 86e (1959-1961)      |                                         |                      |
| 87e (1961-1963)      | Harrison A. Williams (en) (démocrate)      |                      | Clifford P. Case (en) (républicain)       |                      |                                         |                      |
| 88e (1963-1965)      | Harrison A. Williams (en) (démocrate)      |                      | Clifford P. Case (en) (républicain)       |                      |                                         |                      |
| 89e (1965-1967)      | Harrison A. Williams (en) (démocrate)      |                      | Clifford P. Case (en) (républicain)       |                      |                                         |                      |
| 90e (1967-1969)      | Harrison A. Williams (en) (démocrate)      |                      | Clifford P. Case (en) (républicain)       |                      |                                         |                      |
| 91e (1969-1971)      | Harrison A. Williams (en) (démocrate)      |                      | Clifford P. Case (en) (républicain)       |                      |                                         |                      |
| 92e (1971-1973)      | Harrison A. Williams (en) (démocrate)      |                      | Clifford P. Case (en) (républicain)       |                      |                                         |                      |
| 93e (1973-1975)      | Harrison A. Williams (en) (démocrate)      |                      | Clifford P. Case (en) (républicain)       |                      |                                         |                      |
| 94e (1975-1977)      | Harrison A. Williams (en) (démocrate)      |                      | Clifford P. Case (en) (républicain)       |                      |                                         |                      |
| 95e (1977-1979)      | Harrison A. Williams (en) (démocrate)      |                      | Clifford P. Case (en) (républicain)       |                      |                                         |                      |
| 96e (1979-1981)      | Harrison A. Williams (en) (démocrate)      |                      | Bill Bradley (démocrate)                  |                      |                                         |                      |
| 97e (1981-1982)      | Harrison A. Williams (en) (démocrate)      |                      | Bill Bradley (démocrate)                  |                      |                                         |                      |
|                      | Nicholas F. Brady (républicain)            |                      | Bill Bradley (démocrate)                  | 97e (1982)           |                                         |                      |
|                      | Frank Lautenberg (démocrate)               |                      | Bill Bradley (démocrate)                  | 97e (1982-1983)      |                                         |                      |
| 98e (1983-1985)      | Frank Lautenberg (démocrate)               |                      | Bill Bradley (démocrate)                  |                      |                                         |                      |
| 99e (1985-1987)      | Frank Lautenberg (démocrate)               |                      | Bill Bradley (démocrate)                  |                      |                                         |                      |
| 100e (1987-1989)     | Frank Lautenberg (démocrate)               |                      | Bill Bradley (démocrate)                  |                      |                                         |                      |
| 101e (1989-1991)     | Frank Lautenberg (démocrate)               |                      | Bill Bradley (démocrate)                  |                      |                                         |                      |
| 102e (1991-1993)     | Frank Lautenberg (démocrate)               |                      | Bill Bradley (démocrate)                  |                      |                                         |                      |
| 103e (1993-1995)     | Frank Lautenberg (démocrate)               |                      | Bill Bradley (démocrate)                  |                      |                                         |                      |
| 104e (1995-1997)     | Frank Lautenberg (démocrate)               |                      | Bill Bradley (démocrate)                  |                      |                                         |                      |
| 105e (1997-1999)     | Frank Lautenberg (démocrate)               |                      | Robert Torricelli (démocrate)             |                      |                                         |                      |
| 106e (1999-2001)     | Frank Lautenberg (démocrate)               |                      | Robert Torricelli (démocrate)             |                      |                                         |                      |
|                      | Jon Corzine (démocrate)                    |                      | Robert Torricelli (démocrate)             | 107e (2001-2003)     |                                         |                      |
| 108e (2003-2005)     | Jon Corzine (démocrate)                    |                      | Frank Lautenberg (démocrate)              |                      |                                         |                      |
| 109e (2005-2006)     | Jon Corzine (démocrate)                    |                      | Frank Lautenberg (démocrate)              |                      |                                         |                      |
|                      | Bob Menendez (démocrate)                   |                      | Frank Lautenberg (démocrate)              | 109e (2006-2007)     |                                         |                      |
| 110e (2007-2009)     | Bob Menendez (démocrate)                   |                      | Frank Lautenberg (démocrate)              |                      |                                         |                      |
| 111e (2009-2011)     | Bob Menendez (démocrate)                   |                      | Frank Lautenberg (démocrate)              |                      |                                         |                      |
| 112e (2011-2013)     | Bob Menendez (démocrate)                   |                      | Frank Lautenberg (démocrate)              |                      |                                         |                      |
| 113e (2013)          | Bob Menendez (démocrate)                   |                      | Frank Lautenberg (démocrate)              |                      |                                         |                      |
| 113e (2013)          | Bob Menendez (démocrate)                   |                      | Jeffrey Chiesa (républicain)              |                      |                                         |                      |
| 113e (2013-2015)     | Bob Menendez (démocrate)                   |                      | Cory Booker (démocrate)                   |                      |                                         |                      |
| 114e (2015-2017)     | Bob Menendez (démocrate)                   |                      | Cory Booker (démocrate)                   |                      |                                         |                      |
| 115e (2017-2019)     | Bob Menendez (démocrate)                   |                      | Cory Booker (démocrate)                   |                      |                                         |                      |
| 116e (2019-2021)     | Bob Menendez (démocrate)                   |                      | Cory Booker (démocrate)                   |                      |                                         |                      |
| 117e (2021-2023)     | Bob Menendez (démocrate)                   |                      | Cory Booker (démocrate)                   |                      |                                         |                      |
| 118e (2023-2024)     | Bob Menendez (démocrate)                   |                      | Cory Booker (démocrate)                   |                      |                                         |                      |
|                      | George Helmy (démocrate)                   |                      | Cory Booker (démocrate)                   | 118e (2024)          |                                         |                      |
|                      | Andy Kim (démocrate)                       |                      | Cory Booker (démocrate)                   | 118e (2024-2025)     |                                         |                      |
| 119e (2025-2027)     | Andy Kim (démocrate)                       |                      | Cory Booker (démocrate)                   |                      |                                         |                      |